# Gérard Bessette

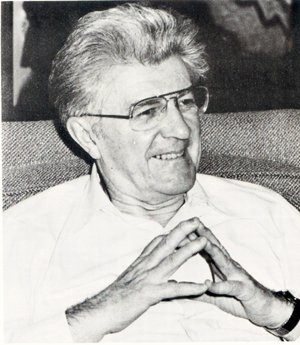
Gérard Bessette

Gérard Bessette FRSC (* 25. Februar 1920 in Sainte-Anne-de-Sabrevois, Québec; † 21. Februar 2005 in Kingston, Ontario) war ein frankokanadischer Schriftsteller, Literaturkritiker und Hochschullehrer.

## Leben

### Studium, literarisches Debüt und erste Romane
Bessette absolvierte nach dem Schulbesuch ein Studium an der Bildungsanstalt für Grundschullehrer École normale Jacques-Cartier, das er 1944 abschloss. Anschließend war er zwischen 1946 und 1949 Lehrer an der University of Saskatchewan und verfasste bereits seine ersten Gedichte wie Le Coureur, mit dem er bei dem Literaturwettbewerb Concours littéraires du Québec den zweiten Preis gewann. Bei den Olympischen Sommerspielen 1948 in London nahm er als Vertreter Kanadas an den letztmals veranstalteten Kunstwettbewerben teil, in der literarischen Disziplin „Lyrische Werke“, die allerdings von der finnischen Dichterin Aale Tynni mit dem Werk ‚Hellaan laakeri‘ („Hellas’ Ruhm“) gewonnen wurde.
Zwischenzeitlich absolvierte Bessette ein postgraduales Studium an der Universität Montreal und erwarb dort 1950 einen Doktor im Fach französische Literatur. Im Anschluss übernahm er eine Professur an der Duquesne University in Pittsburgh und lehrte dort bis 1958, ehe er 1958 nach Kanada zurückkehrte und bis 1960 am Collège militaire royal du Canada in Kingston unterrichtete. In dieser Zeit begann er mit der Veröffentlichung von Romanen über die Gesellschaft in Québec und Montreal wie La Bagarre (1958), Le Libraire (1960) und Les Pédagogues (1961), in den er den erstickenden Einfluss von Tradition auf soziale und ästhetische Standards anprangerte.

### Professur in Kingston, Auszeichnungen und Pionier der psychoanalytischen Literaturwissenschaften
1961 nahm er den Ruf auf eine Professur an der Queen’s University in Kingston an und lehrte dort bis zu seinem Ruhestand 1979. Nach der Veröffentlichung seines Romans L’Incubation (1965), der sowohl mit dem Prix du Québec als auch dem Preis des Generalgouverneurs (Prix du Gouverneur général) ausgezeichnet wurde, haben Literaturkritiker den Reichtum und die Originalität seines schriftstellerischen Schaffens vollständig anerkannt, in dem er auf ironische Weise mit intimistische und zeitgenössischen Formen des Expressionismus experimentierte. 1966 wurde er Fellow der Royal Society of Canada.
Während dieser Zeit entstanden mit der Anthologie De Québec à Saint-Boniface: récits et nouvelles du Canada français (1968) und der als Co-Autor verfassten Histoire de la littérature canadienne-française (1968) zwei Werke, die unmittelbar mit seiner Lehrtätigkeit verbunden waren. In dieser Zeit begründete er auch seinen Ruf als Pionier der psychoanalytischen Literaturwissenschaften in Kanada mit Werken wie Une Littérature en ébullition (1968), Trois Romanciers québécois (1973) und Mes Romans et moi (1979), wobei die Entwicklung auf diesem Arbeitsgebiet im Wesentlichen ebenfalls auf seine vorgehende Lehrtätigkeit zurückzuführen war. 1984 war er für einige Zeit Gastschreiber an der Université du Québec à Montréal (UQÀM).
Die in L’Incubation begonnenen experimentellen Formen finden sich auch in seinen späteren Werken wieder, wie dem 1971 ebenfalls mit dem Preis des Generalgouverneurs ausgezeichneten Le Cycle (1971), Les Anthropoïdes (1977), Le Semestre (1979) und Les Dires d’Omer Marin (1985). Für sein Gesamtwerk wurde er 1980 mit dem renommierten Prix Athanase-David ausgezeichnet.
1988 wurde er schließlich Mitglied der Akademie für Literatur von Québec (Académie des lettres du Québec).

## Veröffentlichungen
- Poèmes temporels, 1954
- La bagarre, 1958
- Le libraire, 1960
- Les images en poésie canadienne-française, 1960
- Les pédagogues, 1961
- L’emplâtre. Erzählung. In: Les écrits. Revue littéraire, no 12, 1962[1]
  - Übers. Walter E. Riedel: Das Pflaster. in Kanadische Erzähler der Gegenwart. Hgg. Armin Arnold, Riedel. Manesse, Zürich 1967, 1986, S. 181–198
- L’incubation, 1965
- Une littérature en ébullition, 1968
- De Québec à Saint-Boniface, 1968
- Histoire de la littérature canadienne-francais par les textes. Des origines à nos jours, 1968
- Le cycle, 1971
- Trois romanciers québécois, 1973
- La commensale, 1975
- Les anthropoïdes, 1977
- Le semestre, 1979
- Mes romans et moi, 1979
- Les dires d’Omer Marin, 1985
- Préface pour la radio: 18 mars 1985, 1985
- Correspondance, 1994

## Notizen
1. ↑  Les écrits (Memento des Originals vom 16. Februar 2019 im Internet Archive)  Info: Der Archivlink wurde automatisch eingesetzt und noch nicht geprüft. Bitte prüfe Original- und Archivlink gemäß Anleitung und entferne dann diesen Hinweis.

| Personendaten    | Personendaten                                        |
| ---------------- | ---------------------------------------------------- |
| NAME             | Bessette, Gérard                                     |
| KURZBESCHREIBUNG | frankokanadischer Schriftsteller und Hochschullehrer |
| GEBURTSDATUM     | 25. Februar 1920                                     |
| GEBURTSORT       | Sainte-Anne-de-Sabrevois, Québec                     |
| STERBEDATUM      | 21. Februar 2005                                     |
| STERBEORT        | Kingston, Ontario                                    |